# De Gasparis (cratera)
de Gasparis é uma cratera lunar que se localiza na parte sudoeste da Lua. Ela fica a sudoeste da cratera Cavendish e ao sul de Mersenius.
A borda da de Gasparis é gasta e erodida, e o interior foi inundado por lava basáltica. A borda externa ainda existente atinge uma atitude máxima de cerca de 0.8 km.
Essa cratera é notável pela formação de rimas de formato quadriculado no solo e na superfície ao redor. Este sistema de fissuras na superfície é designado Rimae de Gasparis, e elas se espalham em uma área de cerca de 130 km de diâmetro. Acredita-se que as rimas tenham sido criadas devido a falhas tectônicas profundas abaixo da superfície. Como elas atravessam de Gasparis, isso indica que foram formada após ela.

## Crateras Satélite
Por  convenção essas formações são identificadas em mapas lunares por posicionamento da letra no local do ponto médio da cratera que é mais próximo a De Gasparis.
| de Gasparis | Latitude | Longitude | Diameter |
| ----------- | -------- | --------- | -------- |
| A           | 26.7° S  | 51.3° W   | 37 km    |
| B           | 27.0° S  | 52.5° W   | 12 km    |
| C           | 26.3° S  | 51.7° W   | 6 km     |
| D           | 25.7° S  | 50.1° W   | 4 km     |
| E           | 26.4° S  | 49.4° W   | 7 km     |
| F           | 26.3° S  | 49.3° W   | 8 km     |
| G           | 27.0° S  | 49.3° W   | 6 km     |

### Obras em língua portuguesa
- Freitas Mourão, Ronaldo Rogério de (2008). Dicionário Enciclopédico de Astronomia e Astronáutica. Lexicon. ISBN 9788586368356

### Obras em língua inglesa
- Andersson, L. E.; Whitaker, E. A., (1982). NASA Catalogue of Lunar Nomenclature. [S.l.]: NASA RP-1097
- Blue, Jennifer (25 de julho de 2007). «Gazetteer of Planetary Nomenclature». USGS. Consultado em 5 de agosto de 2007
- B. Bussey; P. Spudis (2004). The Clementine Atlas of the Moon. New York: Cambridge University Press. ISBN 0-521-81528-2
- Cocks, Elijah E.; Cocks, Josiah C. (1995). Who's Who on the Moon: A Biographical Dictionary of Lunar Nomenclature. [S.l.]: Tudor Publishers. ISBN 0-936389-27-3
- McDowell, Jonathan (15 de julho de 2007). Lunar Nomenclature (Relatório). Jonathan's Space Report. Consultado em 24 de outubro de 2007
- Menzel, D. H.; Minnaert, M.; Levin, B.; Dollfus, A.; Bell, B. (1971). «Report on Lunar Nomenclature by The Working Group of Commission 17 of the IAU». Space Science Reviews. 12. 136 páginas
- Moore, Patrick (2001). On the Moon. [S.l.]: Sterling Publishing Co. ISBN 0-304-35469-4
- Price, Fred W. (1988). The Moon Observer's Handbook. [S.l.]: Cambridge University Press. ISBN 0521335000
- Rükl, Antonín (1990). Atlas of the Moon. [S.l.]: Kalmbach Books. ISBN 0-913135-17-8
- Webb, Rev. T. W. (1962). Celestial Objects for Common Telescopes 6th revision ed. [S.l.]: Dover. ISBN 0-486-20917-2
- Whitaker, Ewen A. (1999). Mapping and Naming the Moon. [S.l.]: Cambridge University Press. ISBN 0-521-62248-4
- Wlasuk, Peter T. (2000). Observing the Moon. [S.l.]: Springer. ISBN 1852331933